# سیارک ۲۳۵۷۱
سیارک ۲۳۵۷۱ (به انگلیسی: 23571 Zuaboni، نامگذاری:1995AB) بیست و سه هزار و پانصد و هفتاد و یکمین سیارک کشف شده‌است که در ۱ ژانویه ۱۹۹۵ کشف شد.